# Slobodan Grubor
Slobodan Grubor (Rijeka, 9 settembre 1968) è un allenatore di calcio ed ex calciatore austriaco, di ruolo difensore, tecnico dell'Orijent.

## Palmarès

### Giocatore

#### Competizioni nazionali
- Erste Liga: 2

LASK Linz: 1993-1994
Vorwärts Steyr: 1997-1998